# یاکاتش موودا
یاکاتش موودا (به لاتین: Jakać Młoda) یک روستا در لهستان است که در گمینا شنگادووو واقع شده‌است.